# 千里站 (富山縣)
千里站 （日语：／ Chisato eki */?）是隸屬於西日本旅客鐵道（JR西日本）高山本線的鐵路車站，座落於富山縣富山市，現時只停靠普通列車。「千里」一名源於市町村時期所建立的千里村。雖然位於三重縣亦有稱為「千里站」的鐵路車站，出現時間比本站早10年，但由於該站屬於私鐵車站，按當時日本國鐵的慣性，不會遷就私鐵車站撞名的因素，所以它不需如鄰站越中八尾站般，因與國鐵其他車站相撞而需要加上前綴「越中」。

## 車站結構

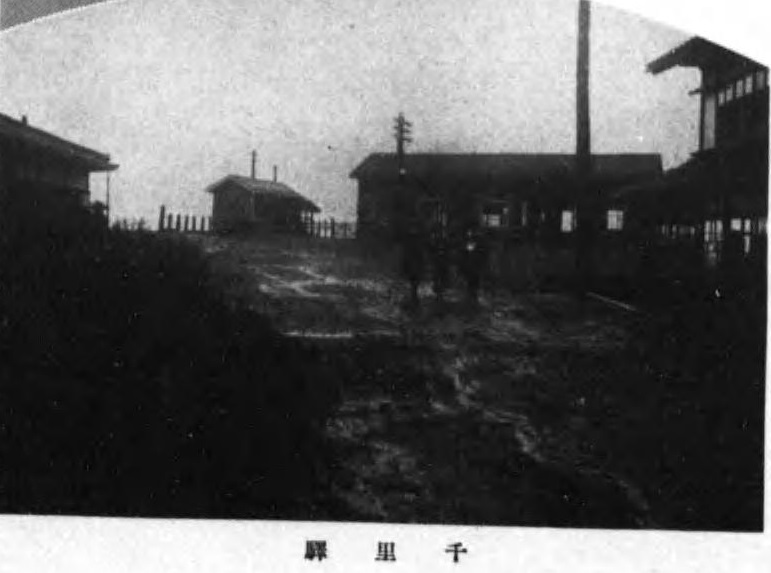
1934年的千里站站房正面及其外貌。

### 站房
單層木建站房1座，屬於典型鄉郊型車站，由開業起一直使用至今，因而出現一些破舊的狀況。正門的站名牌以樹幹切成的木板製成仿古式的設計，而非使用JR西日本標準膠片式的站牌。進站後為候車通過，可直接穿過前面的開放式閘口進入月台範圍。右側為候車室，設有座椅；左側為已停用的站務室，於已封閉的服務窗口旁放置了一部簡易式自動售票機站。站房外右邊設有蓋單車停泊處及男、女、傷殘人士獨立洗手間。
至於位於東邊、2號月台末端，亦開設了一個開放式出入口，可以不需要經過站房亦可進入車站圍內，並提供了樓梯及無障礙斜道。

### 月台
設有側式月台2個。兩邊月台以行人天橋連接。
| 月台 | 路線      | 方向 | 目的地             | 備註 |
| ---- | --------- | ---- | ------------------ | ---- |
| 1    | ■高山本線 | 下行 | 富山方向           |      |
| 2    | ■高山本線 | 上行 | 越中八尾、豬谷方向 |      |

## 歷史
- 1927年9月1日：鐵道省日本國鐵飛越線富山～越中八尾開通，本站為中途站，開業[1][2][3]。
- 1934年10月25日：路線改編入高山本線內[4][5]。
- 1969年10月1日：修訂營業範圍，取消行李及貨物提取服務，[6]，同時將車站無人化[7]（但基於保安理由，仍維持2名站員值勤[8]，亦增設2號月台，使本站成為列車可交換車站[9]。
- 1970年2月19日：因應跨線天橋完工，站員值勤措施取消，完全無人化[8]。
- 1987年4月1日：日本國鐵分割民營化，車站的營運由JR西日本及JR貨物繼承。

## 利用人數
| 年度 | 1日平均上落人數 | 出處        |
| ---- | --------------- | ----------- |
| 1995 | 502             | [ 統計 1 ]  |
| 1996 | 486             | [ 統計 1 ]  |
| 1997 | 464             | [ 統計 1 ]  |
| 1998 | 441             | [ 統計 1 ]  |
| 1999 | 418             | [ 統計 1 ]  |
| 2000 | 396             | [ 統計 1 ]  |
| 2001 | 386             | [ 統計 1 ]  |
| 2002 | 367             | [ 統計 1 ]  |
| 2003 | 327             | [ 統計 1 ]  |
| 2004 | 339             | [ 統計 1 ]  |
| 2005 | 358             | [ 統計 1 ]  |
| 2006 | 366             | [ 統計 1 ]  |
| 2007 | 380             | [ 統計 1 ]  |
| 2008 | 388             | [ 統計 1 ]  |
| 2009 | 391             | [ 統計 1 ]  |
| 2010 | 415             | [ 統計 1 ]  |
| 2011 | 391             | [ 統計 1 ]  |
| 2012 | 385             | [ 統計 1 ]  |
| 2013 | 392             | [ 統計 2 ]  |
| 2014 | 372             | [ 統計 3 ]  |
| 2015 | 396             | [ 統計 4 ]  |
| 2016 | 370             | [ 統計 5 ]  |
| 2017 | 385             | [ 統計 6 ]  |
| 2018 | 377             | [ 統計 7 ]  |
| 2019 | 380             | [ 統計 8 ]  |
| 2020 | 282             | [ 統計 9 ]  |
| 2021 | 310             | [ 統計 10 ] |
| 2022 | 328             | [ 統計 11 ] |
| 2023 | 320             | [ 統計 12 ] |

## 相鄰車站
西日本旅客鐵道
■高山本線
■特急「飛驒」
通過
■普通列車
越中八尾 － 千里 － 速星

### 統計資料
1. ↑  富山縣統計年鑑，第10章，項目2。
2. ↑  富山縣統計年鑑 （页面存档备份，存于），第10章，項目10-2。
3. ↑  10運輸及び通信 （页面存档备份，存于），第11回 富山市統計書：第144頁。
4. ↑  10運輸及び通信 （页面存档备份，存于），第12回 富山市統計書：第144頁。
5. ↑  10運輸及び通信 （页面存档备份，存于），第13回 富山市統計書：第144頁。
6. ↑  10運輸及び通信 （页面存档备份，存于），第14回 富山市統計書：第144頁。
7. ↑  10運輸及び通信 （页面存档备份，存于），第15回 富山市統計書：第128頁。
8. ↑  10運輸及び通信 （页面存档备份，存于），第16回 富山市統計書：第128頁。
9. ↑  10運輸及び通信，第17回 富山市統計書：第126頁。
10. ↑  10運輸及び通信 （页面存档备份，存于），第18回 富山市統計書：第126頁。
11. ↑  10運輸及び通信，第19回 富山市統計書：第138頁。
12. ↑  10運輸及び通信 （页面存档备份，存于），第20回 富山市統計書：第138頁。

## 外部連結
- JR西日本千里站公式網頁（页面存档备份，存于）